# Monasterio de Gradac
El monasterio de Gradac (en serbio  Манастир Градац, romanizado : Manastir Gradac, pronunciado [ɡrǎːdats] ), una donación de la reina Helena de Anjou, se construyó entre 1277 y 1282 durante el reinado de su hijo, el rey Stefan Dragutin. Se encuentra en la meseta elevada sobre el río Gradačka, en el borde de las laderas boscosas Golija. El Monasterio de Gradac fue declarado Monumento Cultural de Excepcional Importancia en 1979 y está protegido por Serbia.

## Historia
El monasterio de Gradac fue construido en 1277-1282 y es una dotación de Helena de Anjou, esposa del rey Uroš I. Fundó la primera escuela de niñas en la Serbia medieval. El monasterio de Gradac está situado en la región de Stara Raška, en las laderas boscosas y apartadas de la montaña Golija, en el lugar llamado por los lugareños Petrov Krs. El monasterio de Gradac fue construido a finales del siglo XIII, sobre las ruinas de una iglesia anterior. Se encuentra al oeste de la fortaleza medieval Brvenik.
El complejo del monasterio estaba incluido en el gran edificio de la Iglesia de la Entrada del Santísimo Theotokos en el Templo, el templo más pequeño de San Nicolás, el comedor, las dependencias y el edificio económico. La Iglesia del Monasterio de Gradac es una estructura de una nave con cúpula, altar tripartito y coro rectangular, cuya parte central consta de dos capillas, la naos principal y el altar. En la arquitectura del santuario del monasterio de Gradac, que es ejemplo del estilo monumental serbio-bizantino de la escuela de arquitectura Raska, hay numerosos elementos góticos y románicos, especialmente en los portales y en todos los bifocales, ventanas divididas por una columnata en dos arcos.
Plástico arquitectónico del Monasterio de Gradac tiene las propiedades del arte románico maduro y tardío, como el gótico temprano, y todo se refleja principalmente en el acabado del capitolio del portal, en su mayoría ventanas con marcos de mármol y una serie de arcadas ciegas de la corona del techo.
Monasterio fue devastado a finales del siglo XIV. Fue parcialmente restaurado a finales del siglo XVI. Sin embargo, finalmente quedó desierta en el siglo XVII cuando los monjes, huyendo de los turcos, partieron hacia un lugar desconocido, llevándose consigo las Sagradas Reliquias de su fundador. En los siguientes 300 años, tanto las iglesias como los edificios del monasterio se derrumbaron. Durante el dominio otomano , el monasterio estaba generalmente sin monjes y sin la cubierta del techo que se quitó de la iglesia.
En 1910, se colocó un techo protector en la iglesia de un monasterio, y durante 1963-1975 el Instituto de Protección de los Monumentos Culturales de Serbia realizó una reconstrucción completa de la iglesia principal y realizó extensas obras de restauración en la Iglesia principal de la Entrada de Serbia. la Santísima Theotokos en el Templo y la Capilla de San Nicolás. La decoración al fresco del interior está considerablemente dañada, pero la composición del donante aún es visible y el iconostasio original se conserva en la edición primaria. Desde 1982, comenzó la construcción de viviendas y el monasterio fue revivido nuevamente, luego el abad fue shijarhimandrit Julijan Knežević. 
El monasterio es un convento en la actualidad.